# Steve Caballero
Steve Caballero (San Jose, 8 novembre 1964) è uno skater professionista statunitense.

## Carriera
Steve ha iniziato a praticare skateboard a 12 anni nel 1976 ottenendo due anni dopo il suo primo sponsor il Campbell Skate Park.
Nel 1979 a Escondido ha partecipato al primo evento nazionale di skate riuscendo a piazzarsi quinto assoluto e ottenendo lo sponsor Powell Peralta ottenuto proprio parlando con lo stesso Stacy Peralta.
Di conseguenza nel 1980 divenne a tutti gli effetti professionista e nello stesso anno durante l'evento Gold Cup tenutosi allo Oasis Skatepark nella California del sud chiuse il Caballerial, praticamente il primo fakie 360 mai chiuso al quale fu proprio attribuito allo stesso Steve con tale nome.
Oltre a questo numero, Steve ha inventato anche il frontside boarslide.
Nel 1987 in Germania al Munster World Championship si laureò campione del mondo sia nel Vert che Street stabilendo anche il record di altezza in half-pipe con 11 piedi battuto poi dieci anni più tardi da Danny Way.
Nel 1999 fissò un altro record come maggiore scivolata su un corrimano di 44 scalini.
Nella sua carriera Steve è anche entrato a far parte del leggendario gruppo dei Bones Brigade apparendo anche nel video "The Search For Animal Chin".
Attualmente è sponsorizzato oltre alla Powell Peralta di Stacy Peralta da Bones Bearings, Independent Truck Company, Autobahn Weels, Vans, Bones Wheels e Red Dragon Apparel.
Verso la metà degli anni ottanta Steve era ritenuto uno dei tre migliori skater in circolazione apparendo spesso anche raffigurato sulla rivista "Trasher Magazine" mentre successivamente e stato incluso in cinque videogiochi della serie THPS.
Nel 2012 Steve è stato inserito nel documentario prodotto da Stacy Peralta intitolato "Bones Brigade : An Autobiography" in pratica un'autobiografia del leggendario gruppo Bones Brigate insieme ad altre leggende come Tommy Guerrero, Tony Hawk, Rodney Mullen, Mike McGill e Lance Mountain.